# Quintus Aquilius Niger
Quintus Aquilius Niger (fl. 117) est un sénateur romain du début du IIe siècle, consul éponyme en 117 sous Trajan.

## Biographie
En l'an 117, la dernière année du règne de Trajan, il est consul éponyme aux côtés de Marcus Rebilus Apronianus.
En outre, il a été proconsul de Sicile.
Il a eu trois filles: Aquilia, femme de Gnaeus Cornelius Severus, fils de Gnaeus Pinarius Cornelius Severus et de sa femme Sergia Paullina; Aquilia, femme de Quintus Fabius Titianus, les parents de Fabia Titiana, mariée avec Gaius Maesius Picatianus; et Aquilia Nigrina, femme de Servius Cornelius Scipio Salvidienus Orfitus.